# Guerra de Mentira

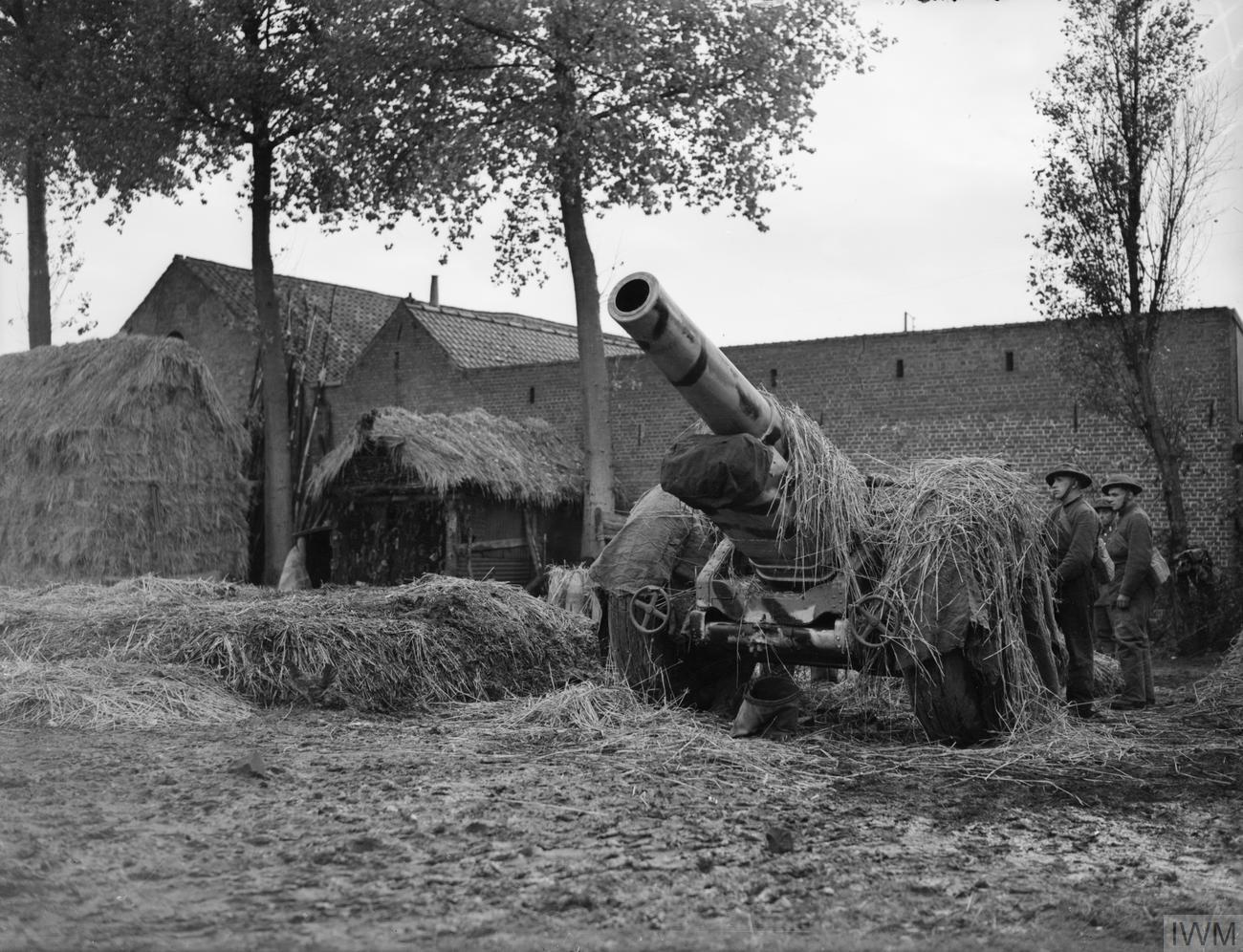
Um obuseiro de 8 polegadas da Força Expedicionária Britânica na França durante a Guerra de Mentira.

A Guerra de Mentira (em francês: Drôle de guerre; em alemão: Sitzkrieg; em polonês/polaco: Dziwna wojna) foi um período de oito meses no início da Segunda Guerra Mundial, durante o qual não houve praticamente nenhuma operação militar terrestre dos Aliados na Frente Ocidental, aproximadamente de setembro de 1939 a maio de 1940. A Segunda Guerra Mundial começou em 1 de setembro de 1939 com a invasão da Polônia pela Alemanha Nazista. Declarações formais de guerra pelo Reino Unido e pela França ocorreram em 3 de setembro, marcando o início do período chamado de "Guerra de Mentira", com pouca guerra real ocorreu.
Embora os Aliados Ocidentais não tenham conduzido grandes ações militares durante a Guerra de Mentira, eles implementaram uma guerra econômica, especialmente um bloqueio naval da Alemanha, e neutralizaram os invasores de superfície alemães. Enquanto isso, eles formularam planos elaborados para operações de larga escala destinadas a prejudicar o esforço de guerra alemão. Os planos incluíam abrir uma frente anglo-francesa nos Bálcãs, invadir a Noruega para tomar o controle da principal fonte de minério de ferro da Alemanha e impor um embargo contra a União Soviética, que era a principal fornecedora de petróleo da Alemanha. Em abril de 1940, a execução do plano da Noruega foi considerada, por si só, inadequada para deter a Wehrmacht alemã.
O silêncio da Guerra de Mentira foi pontuado por algumas ações isoladas dos Aliados. A invasão francesa do distrito de Sarre, na Alemanha, em 7 de setembro, tinha como objetivo ajudar a Polônia, desviando as tropas alemãs da Frente Polonesa, mas a operação pouco entusiasmada no Sarre fracassou em poucos dias e a França se retirou. Em novembro de 1939, os soviéticos atacaram a Finlândia na Guerra de Inverno, provocando muito debate na França e no Reino Unido sobre a organização de uma ofensiva para ajudar a Finlândia. Entretanto, as forças necessárias para a ofensiva só foram reunidas depois que a Guerra de Inverno terminou, sem vantagem para nenhum dos lados, em março de 1940. As discussões dos Aliados sobre uma campanha escandinava despertaram preocupação na Alemanha e resultaram na invasão alemã da Dinamarca e da Noruega em abril de 1940. Isso fez com que as tropas aliadas anteriormente destinadas à Finlândia fossem redirecionadas para a Noruega. Os combates continuaram até junho, quando os Aliados evacuaram, cedendo a Noruega para a Alemanha em resposta à invasão alemã da França.
Do lado do Eixo, durante o período da Guerra de Mentira, a Alemanha iniciou ataques no mar no outono de 1939 e no inverno de 1940 contra porta-aviões e contratorpedeiros britânicos, afundando vários, incluindo o porta-aviões HMS Courageous. O combate aéreo começou em outubro de 1939, quando a Luftwaffe lançou ataques aéreos contra navios de guerra britânicos. Houve pequenos bombardeios e voos de reconhecimento de ambos os lados. A Itália fascista não estava envolvida militarmente na guerra europeia naquela época.
Com a invasão alemã da França e dos Países Baixos em 10 de maio de 1940, e a ascensão de Winston Churchill ao cargo de primeiro-ministro britânico no mesmo mês, seguida pela evacuação em massa de Dunquerque iniciada em 26 de maio, a Guerra de Mentira terminou e a guerra real começou.

## Terminologia
"Bore War" (Guerra do Tédio) foi o termo inicial usado pelos britânicos. Provavelmente era um trocadilho com a Guerra dos Bôeres, travada quatro décadas antes na África do Sul. Com o tempo, o termo americanismo "Guerra de Mentira" se tornou a expressão preferida em ambos os lados do Atlântico. Esse termo ganhou popularidade no Império Britânico e na Commonwealth, em grande parte para evitar confusão com o conflito sul-africano.
O crédito por cunhar o termo "Guerra de Mentira" é geralmente dado ao senador americano William Borah que, comentando em setembro de 1939 sobre a inatividade na Frente Ocidental, disse: "Há algo falso nesta guerra." "Phoney War" (Guerra de Mentira) costuma aparecer usando a grafia britânica (com 'e'), mesmo na América do Norte, em vez de adotar a grafia americana, "Phony", embora algumas fontes americanas não sigam o padrão. O primeiro uso registrado do termo impresso foi em setembro de 1939, em um jornal dos Estados Unidos que usava a grafia britânica. Outros exemplos americanos contemporâneos usaram "Phony", já que ambas as grafias eram aceitáveis. No Reino Unido, o termo apareceu impresso pela primeira vez em janeiro de 1940.
A Guerra de Mentira também foi chamada de "Guerra do Crepúsculo" (por Winston Churchill) e de Sitzkrieg ("a guerra sentada": um jogo de palavras com blitzkrieg criado pela imprensa britânica). Em francês, é chamada de drôle de guerre (guerra "engraçada" ou "estranha").

## Planejamento pré-guerra
Em março de 1939, o Reino Unido e a França formalizaram planos de como conduziriam a guerra contra a Alemanha Nazista. Sabendo que seu inimigo estaria mais preparado e teria superioridade terrestre e aérea, a estratégia dos Aliados era contestar qualquer ação agressiva alemã específica, mas essencialmente manter uma postura defensiva. Isso daria tempo para que o Reino Unido e a França construíssem seus próprios recursos militares e, eventualmente, alcançassem superioridade econômica e naval sobre a Alemanha.
Para esse fim, o Reino Unido se comprometeu inicialmente a enviar duas divisões para a França e mais duas onze meses depois. O plano de defesa do Exército polonês, o Plano Oeste, presumia que os Aliados empreenderiam rapidamente uma ofensiva significativa na Frente Ocidental que proporcionaria alívio às forças polonesas no Leste. Entretanto, a suposição dos poloneses foi provada errada pela passividade da Guerra de Mentira.

## Invasão alemã da Polônia
A invasão alemã da Polônia em 1 de setembro de 1939 deu início à Segunda Guerra Mundial. Em 48 horas, em cumprimento às obrigações do tratado com a Polônia, o Reino Unido e a França declararam guerra à Alemanha Nazista.

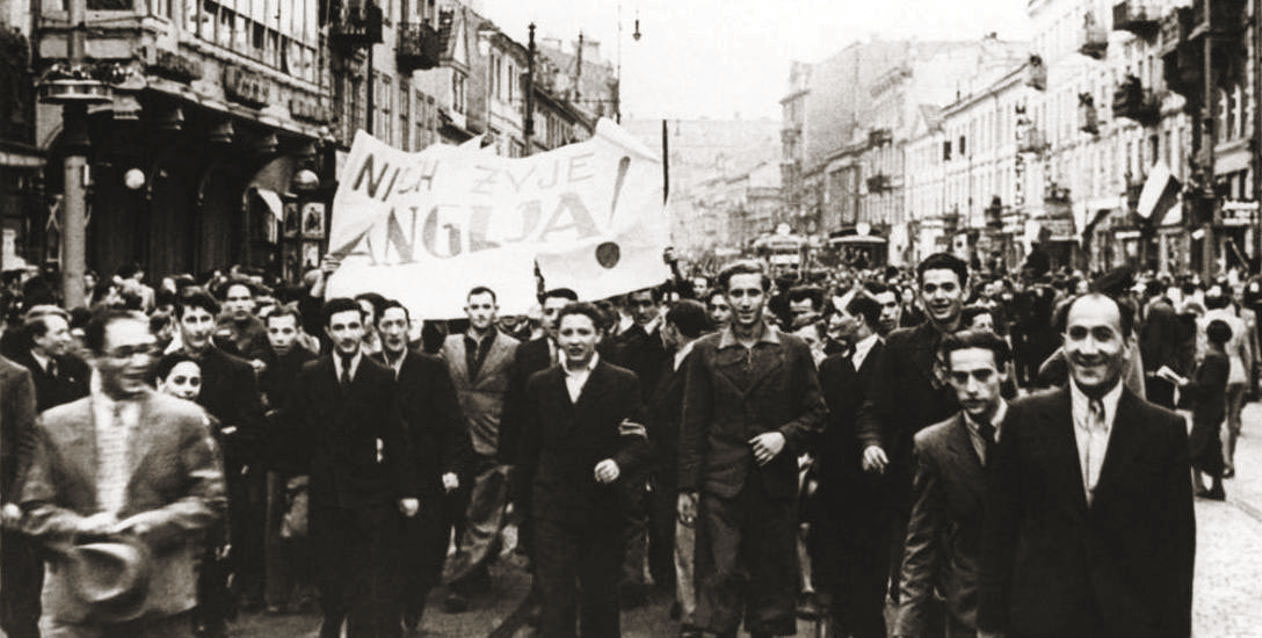
Moradores de Varsóvia do lado de fora da Embaixada Britânica com uma faixa que diz "Vida longa à Inglaterra!" logo após a declaração de guerra britânica à Alemanha

Enquanto a maior parte do exército alemão estava engajada na Polônia, uma força alemã muito menor ocupava a Linha Siegfried, que era sua linha defensiva fortificada ao longo da fronteira francesa. Em 7 de setembro, os franceses iniciaram a limitada Ofensiva do Sarre, mas recuaram quando sua artilharia não conseguiu penetrar as defesas alemãs. Um novo ataque foi planejado para 20 de setembro, mas em 17 de setembro, após a Invasão soviética da Polónia, o ataque foi cancelado. No ar, a Força Aérea Real (RAF) lançou um bombardeio sobre o porto de Wilhelmshaven em 4 de setembro, embora isso tenha se mostrado custoso. Ocorreram combates aéreos ocasionais entre aviões de caça, e a RAF lançou panfletos de propaganda sobre a Alemanha.
Embora os hospitais de Londres estivessem preparados para 300.000 baixas na primeira semana da guerra, a Alemanha não lançou o esperado bombardeio aéreo em larga escala nas cidades britânicas. O correspondente estrangeiro dos Estados Unidos William Shirer foi designado para Berlim no início da Segunda Guerra Mundial. Em suas anotações no diário de 9 e 10 de setembro de 1939, ele escreveu sobre a perplexidade sentida por muitos:
Aparentemente a guerra na Polônia está quase no fim. A maioria dos correspondentes está um pouco deprimida. O Reino Unido e a França não fizeram nada na Frente Ocidental para aliviar a tremenda pressão sobre a Polônia.… Uma semana após a declaração anglo-francesa de estado de guerra, o alemão médio está começando a se perguntar se, afinal, se trata de uma guerra mundial. Ele vê desta forma. Reino Unido e França, é verdade, estão cumprindo formalmente suas obrigações com a Polônia. Há uma semana, eles estão formalmente em guerra com a Alemanha. Mas será que houve guerra?, perguntam eles. Os britânicos, é verdade, enviaram mais de 25 aviões para bombardear Wilhelmshaven. Mas se é guerra, por que apenas 25? E se é guerra, por que apenas alguns panfletos sobre a Renânia? O coração industrial da Alemanha fica ao longo do Reno perto da França. De lá vêm a maioria das munições que estão explodindo a Polônia com efeitos tão mortais. Mas nenhuma bomba caiu em uma fábrica da Renânia. Isso é guerra?, eles perguntam.
O Reino Unido e a França não sabiam que a Alemanha usou 90% de suas aeronaves de linha de frente na invasão polonesa. Durante a invasão, a Alemanha ainda esperava persuadir o Reino Unido a concordar com a paz. Ambos os lados descobriram que seus primeiros ataques a alvos militares, como o ataque britânico a Kiel, resultaram em grandes perdas de aeronaves. Ambos temiam retaliações massivas por atacar alvos civis. Pilotos alemães que bombardearam bases navais escocesas disseram que seriam levados à corte marcial e executados se bombardeassem civis.
Em contraste com a falta de hostilidades em terra entre os Aliados e a Alemanha, os combates no mar eram reais. Em 3 de setembro, o navio britânico SS Athenia foi torpedeado nas Hébridas, causando a perda de 112 vidas, no que seria o início da longa Batalha do Atlântico. Em 4 de setembro, os Aliados anunciaram um bloqueio à Alemanha para impedi-la de importar alimentos e matérias-primas para sustentar seu esforço de guerra; os alemães imediatamente declararam um contra-bloqueio, enquanto a União Soviética ajudou a Alemanha com suprimentos, contornando o bloqueio.
Após a Segunda Guerra Mundial, descobriu-se que as forças armadas da Alemanha estavam vulneráveis durante a Campanha de Setembro. Eles ainda não haviam atingido força total de combate e poderiam ter sucumbido a um oponente determinado, ou pelo menos sofrido danos sérios. Nos julgamentos de Nuremberg, o comandante militar alemão Alfred Jodl disse que "se não entramos em colapso já em 1939, isso se deveu apenas ao fato de que, durante a campanha polonesa, as aproximadamente 110 divisões francesas e britânicas no Ocidente foram mantidas completamente inativas contra as 23 divisões alemãs". O general Wilhelm Keitel declarou: "Nós, soldados, sempre esperávamos um ataque da França durante a campanha polonesa e ficamos muito surpresos que nada aconteceu.... Um ataque francês teria encontrado apenas uma barreira militar alemã, não uma defesa real." Segundo o General Siegfried Westphal, se os franceses tivessem atacado com força em setembro de 1939, o exército alemão "só poderia ter resistido por uma ou duas semanas".

## Ofensiva do Sarre

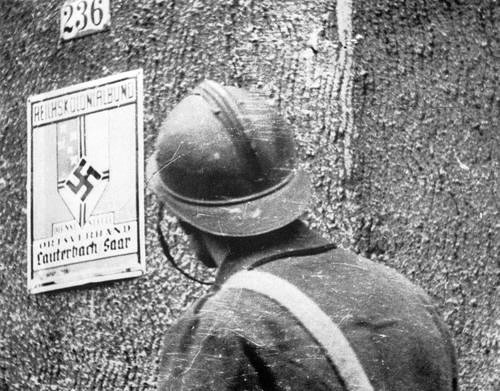
Um soldado francês do lado de fora de um escritório do Reichskolonialbund em Lauterbach durante a Ofensiva do Sarre

A Ofensiva do Sarre em 7 de setembro foi a única ação terrestre limitada dos Aliados durante a Guerra de Mentira. Os franceses atacaram o Sarre, que era defendido pelo 1.º Exército alemão. O ataque, cujo propósito estratégico era ostensivamente ajudar a Polônia, foi interrompido após alguns quilômetros e as forças francesas se retiraram.
De acordo com a Aliança Franco-Polonesa, o Exército Francês deveria começar os preparativos para uma grande ofensiva três dias após o início da mobilização. A mobilização preliminar ocorreu na França em 26 de agosto. Em 1 de setembro, a mobilização total foi declarada. As forças francesas deveriam ganhar controle sobre a área entre a fronteira francesa e as linhas alemãs e, então, sondar as defesas alemãs. No 15º dia de mobilização, o Exército Francês iniciaria um ataque total à Alemanha.
A ofensiva na área do vale do rio Reno começou em 7 de setembro. Como a Wehrmacht estava ocupada no ataque à Polônia, os soldados franceses desfrutavam de uma vantagem numérica decisiva ao longo da fronteira com a Alemanha. Onze divisões francesas avançaram ao longo de uma linha de 32 km perto de Saarbrücken contra uma fraca oposição alemã. O ataque deveria ter sido realizado por aproximadamente 40 divisões, incluindo uma blindada, três divisões mecanizadas, 78 regimentos de artilharia e 40 batalhões de tanques. O exército francês avançou até uma profundidade de 8 km e capturou cerca de 20 aldeias evacuadas pelo exército alemão, sem qualquer resistência, mas a ofensiva pouco entusiasmada foi interrompida depois de a França ter tomado a Floresta Warndt, 7.8 km2 de território alemão fortemente minado. A Ofensiva do Sarre não resultou no desvio de nenhuma tropa alemã da Frente Polonesa.
Em 12 de setembro, o Conselho Supremo de Guerra Anglo-Francesa se reuniu pela primeira vez em Abbeville. Decidiu que todas as ações ofensivas deveriam ser interrompidas imediatamente, pois os franceses optaram por lutar uma guerra defensiva, forçando os alemães a irem até eles. O general Maurice Gamelin ordenou que suas tropas parassem a no máximo 1 km das posições alemãs ao longo da Linha Siegfried. A Polônia não foi notificada desta decisão. Em vez disso, Gamelin informou incorretamente ao marechal Edward Rydz-Śmigły que metade de suas divisões estavam em contato com o inimigo e que os avanços franceses forçaram a Wehrmacht a retirar pelo menos seis divisões da Polônia. No dia seguinte, o comandante da Missão Militar Francesa na Polônia, General Louis Faury, disse ao Chefe do Estado-Maior Polonês, General Wacław Stachiewicz, que a grande ofensiva na Frente Ocidental planejada de 17 a 20 de setembro teria que ser adiada. Ao mesmo tempo, as divisões francesas receberam ordens de recuar para seus quartéis ao longo da Linha Maginot. Essa rápida cessação dos combates pelos franceses contribuiu para a caracterização de "Guerra de Mentira".

## Inatividade
Nos primeiros meses da guerra, o antagonismo entre as populações britânica e alemã não era tão intenso quanto se tornaria mais tarde. Pilotos britânicos mapearam a Linha Siegfried enquanto tropas alemãs acenavam para eles. Em 30 de abril de 1940, quando um bombardeiro alemão Heinkel He 111 caiu em Clacton-on-Sea, em Essex, matando sua tripulação e ferindo 160 pessoas no solo, os membros da tripulação alemã foram enterrados no cemitério local com o apoio da Força Aérea Real (RAF). Coroas de flores com mensagens de condolências foram exibidas nos caixões.

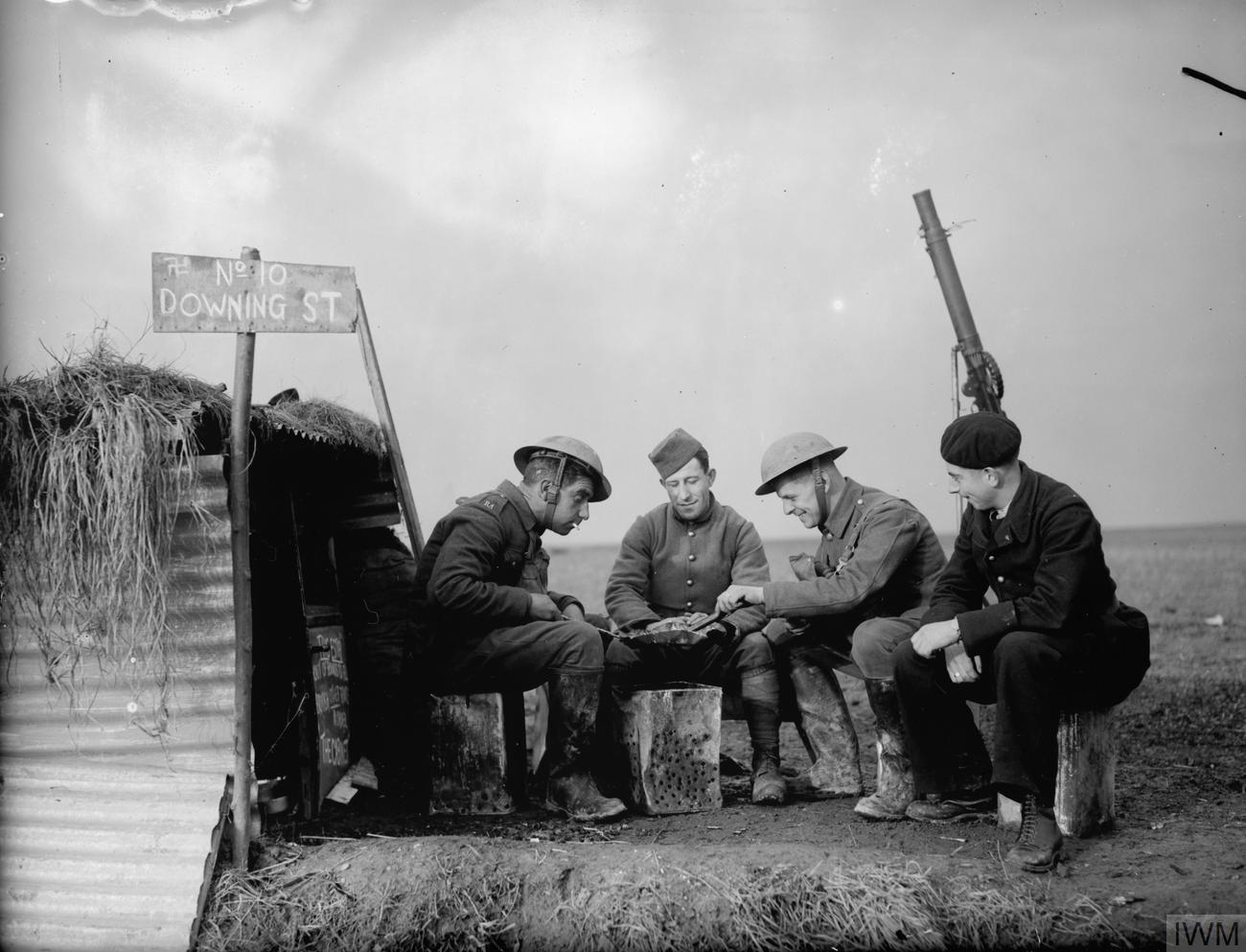
Militares do Exército Britânico e da Força Aérea Francesa do lado de fora de um abrigo na França em 1939

Quando o membro do Parlamento britânico (MP) Leo Amery sugeriu a Kingsley Wood, o Secretário de Estado do Ar, que a Floresta Negra deveria ser bombardeada com bombas incendiárias para queimar seus depósitos de munição, Wood surpreendeu o MP ao responder que a floresta era "propriedade privada" e não poderia ser bombardeada; nem as fábricas de armas, pois os alemães poderiam fazer o mesmo com o Reino Unido. Em 1939, alguns oficiais da Força Expedicionária Britânica que estavam estacionados na França tentaram iniciar uma caça recreativa para passar o tempo. Eles importaram matilhas de cães de caça à raposa e beagles, mas foram impedidos pelas autoridades francesas, que se recusaram a disponibilizar o campo.

## Guerra de Inverno
A Guerra de Inverno começou com o ataque da União Soviética à Finlândia em 30 de novembro de 1939. A opinião pública, particularmente na França e no Reino Unido, rapidamente se aliou à Finlândia e exigiu ações de seus governos em apoio aos "bravos finlandeses" contra os agressores soviéticos muito maiores. O público acreditava que a defesa efetiva dos finlandeses era mais viável do que a que havia sido oferecida aos poloneses na Campanha de Setembro.
Como consequência do ataque à Finlândia, a União Soviética foi expulsa da Liga das Nações, e uma proposta de expedição franco-britânica ao norte da Escandinávia foi debatida. Entretanto, as forças britânicas que foram reunidas para ajudar a Finlândia não foram enviadas a tempo antes do fim da Guerra de Inverno. Em vez disso, eles foram enviados à Noruega para ajudar na campanha contra a Alemanha. Em 20 de março, logo após o Tratado de Paz de Moscou concluir a Guerra de Inverno, Édouard Daladier renunciou ao cargo de primeiro-ministro da França, em parte por não ter defendido a Finlândia.

## Invasão alemã da Dinamarca e da Noruega
Em fevereiro de 1940, a Noruega se tornou um foco de atenção, como evidenciado pelo incidente de Altmark. Os Aliados discutiram abertamente uma possível expedição ao norte da Escandinávia (mesmo sem terem recebido um pedido ou consentimento dos países escandinavos neutros) e a ocupação da Noruega. Esses acontecimentos alarmaram a Kriegsmarine e a Alemanha Nazista. Tal expedição ameaçaria seus suprimentos de minério de ferro e seria um forte argumento para a Alemanha proteger a costa norueguesa.
Com o codinome Operação Weserübung, a invasão alemã da Dinamarca e da Noruega começou em 9 de abril. No dia 14, tropas aliadas desembarcaram na Noruega, mas até o final do mês, partes do sul da Noruega estavam em mãos alemãs. Os combates continuaram no norte até que os Aliados evacuaram no início de junho em resposta à invasão alemã da França; as forças norueguesas na Noruega continental depuseram as armas à meia-noite de 9 de junho.

## Mudança no governo britânico

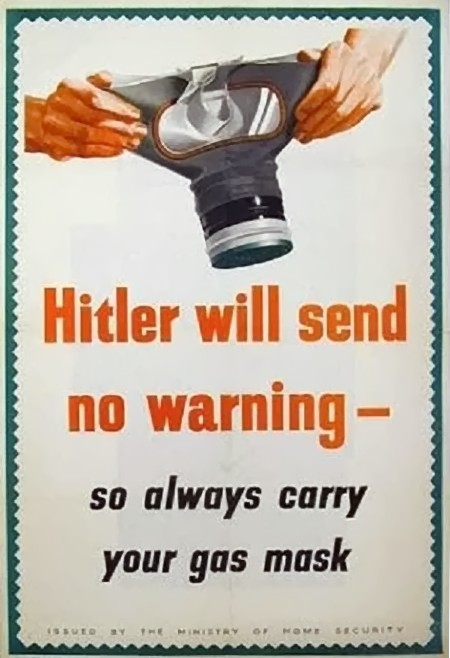
Cartaz britânico do Ministério da Segurança Interna de um tipo que era comum durante a Guerra de Mentira

O fracasso da campanha dos Aliados na Noruega, que na verdade foi um desdobramento dos planos nunca realizados de ajudar a Finlândia, forçou um debate acalorado na [[Câmara dos Comuns do Reino Unido|Câmara dos Comuns], durante o qual o primeiro-ministro Neville Chamberlain estava sob constante ataque. Um voto nominal de desconfiança em seu governo foi obtido por 281 a 200, mas muitos dos apoiadores de Chamberlain votaram contra ele, enquanto outros se abstiveram. Chamberlain achou impossível continuar a liderar um Governo Nacional ou formar um novo governo de coalizão com ele mesmo como líder. Então, em 10 de maio, Chamberlain renunciou ao cargo de primeiro-ministro, mas manteve a liderança do Partido Conservador. Winston Churchill, que havia sido um oponente consistente da política de apaziguamento de Chamberlain, tornou-se o sucessor de Chamberlain. Churchill formou um novo governo de coalizão que incluía membros dos Conservadores, Trabalhistas e do Partido Liberal, além de vários ministros de formação não-política.

## Ações
Ao longo da Guerra de Mentira, a maioria dos confrontos militares, como a Batalha do Atlântico, ocorreu no mar. Entre os incidentes notáveis estão:
- Em 3 de setembro de 1939, um submarino alemão afundou o navio SS Athenia, matando 117 passageiros civis e tripulantes.
- Em 4 de setembro de 1939, bombas britânicas mataram 11 marinheiros alemães no cruzador Emden, no porto de Wilhelmshaven.[37] Na mesma data, os bombardeios diurnos da Força Aérea Real (RAF) contra navios de guerra da Kriegsmarine na Baía de Heligoland provaram ser um fracasso custoso. 7 bombardeiros Bristol Blenheim e Vickers Wellington foram abatidos sem que nenhum navio fosse atingido.[38] Outros ataques antinavio ineficazes, como a batalha aérea sobre a base naval de Wilhelmshaven em 18 de dezembro de 1939, que resultou na perda de 12 dos 22 Wellingtons, levaram ao abandono das operações diurnas pelos bombardeiros pesados da RAF.[39][40]
- Em 17 de setembro de 1939, o porta-aviões britânico HMS Courageous foi afundado pelo U-29, o primeiro navio de guerra britânico a ser perdido na guerra. Ela afundou em 15 minutos, com a perda de 519 tripulantes, incluindo seu capitão.
- Em 14 de outubro de 1939, o encouraçado britânico HMS Royal Oak foi afundado na base da frota britânica em Scapa Flow, Orkney (norte da Escócia continental) pelo U-47. Um total de 833 homens foram perdidos, incluindo o Contra-Almirante Henry Blagrove, comandante da 2.ª Divisão de Encouraçados.
- Em 16 de outubro de 1939, os ataques aéreos da Luftwaffe na Inglaterra começaram quando Junkers Ju 88 atacaram navios de guerra britânicos em Rosyth, no Estuário do Forth. Os Spitfires dos Esquadrões 602 e 603 conseguiram abater dois Ju 88 e um Heinkel He 111 sobre o estuário. Em um ataque em Scapa Flow no dia seguinte, um Ju 88 foi atingido por fogo antiaéreo, caindo na ilha de Hoy. O primeiro avião da Luftwaffe a ser abatido no continente britânico foi um He 111 em Haddington, East Lothian, em 28 de outubro, com os esquadrões 602 e 603 reivindicando essa vitória.[41][42] Archie McKellar, do 602.º Esquadrão, foi um dos principais pilotos na destruição do primeiro avião de ataque alemão sobre a água e sobre solo britânico. McKellar (morto em 1 de novembro de 1940) foi creditado com 20 abates durante a Batalha da Grã-Bretanha, além do status de "ás em um dia" ao abater 5 Bf 109; um feito realizado por apenas 24 pilotos da RAF durante toda a guerra.
- Em dezembro de 1939, o cruzador alemão da classe Deutschland Admiral Graf Spee foi atacado pelos cruzadores da Marinha Real Britânica HMS Exeter, Ajax e Achilles na Batalha do Rio da Prata. O Admiral Graf Spee fugiu para o porto neutro de Montevidéu, Uruguai para realizar reparos nos danos sofridos durante a batalha. Mais tarde, ela foi afundada em vez de enfrentar uma grande frota britânica que a Kriegsmarine acreditava, incorretamente, estar aguardando sua partida. O navio de apoio ao Admiral Graf Spee, o petroleiro Altmark, foi capturado pela Marinha Real em fevereiro de 1940 no sul da Noruega. (Ver: Batalhas de Narvik e Incidente de Altmark)
- Em 19 de fevereiro de 1940, uma flotilha de contratorpedeiros da Kriegsmarine embarcou na Operação Wikinger, uma incursão no Mar do Norte para interromper a pesca britânica e a atividade submarina ao redor do Dogger Bank. No caminho, 2 contratorpedeiros foram perdidos devido a minas e fogo amigo da Luftwaffe; quase 600 marinheiros alemães foram mortos e a missão foi abortada sem nunca encontrar forças Aliadas.

O planejamento de guerra britânico previa um "golpe fatal" por meio de bombardeio estratégico da indústria alemã com o substancial Comando de Bombardeiros da Força Aérea Real (RAF). Entretanto, havia considerável apreensão sobre a retaliação alemã, e quando o presidente Franklin D. Roosevelt propôs a proibição de bombardeios que pudessem colocar civis em perigo, o Reino Unido e a França concordaram imediatamente, e a Alemanha concordou duas semanas depois. A RAF, portanto, conduziu um grande número de voos combinados de reconhecimento e distribuição de folhetos de panfletos de propaganda sobre a Alemanha. Essas operações foram jocosamente chamadas de "ataques de panfletos" ou "Guerra de Confete" na imprensa britânica.
Em 10 de maio de 1940, 8 meses após o início da guerra, tropas alemãs marcharam para a Bélgica, Países Baixos e Luxemburgo, marcando o fim da Guerra de Mentira e o início da Batalha da França.
A Itália fascista, na esperança de ganhos territoriais quando a França fosse derrotada, entrou na guerra europeia em 10 de junho de 1940, embora as 32 divisões italianas que cruzaram a fronteira com a França tenham obtido pouco sucesso contra 5 divisões francesas defensoras.